# Ghoulunatics
Ghoulunatics est un groupe canadien de death metal, originaire de Montréal, au Québec. Il s'agit de l'un des groupes heavy metal underground canadiens qui donnent le plus de concerts à travers la province de Québec et de l’Ontario.

## Biographie

### Débuts (1994–1999)
Ghoulunatics est formé en 1994 à Montréal, au Québec, par la fusion de deux groupes, Crypt Keeper et Leprocy. Le nom du groupe fait référence au surnom donné aux personnages des comics d'EC Comics, The Vault Keeper, The Old Witch et The Crypt Keepers. Ils lancent leur première démo en format cassette, Mystralengine, un an plus tard, en 1995. Cette dernière sera suivie, en 1998, de leur premier album studio, intitulé Carving into You. 

### King of the Undead(2000–2003)
En novembre 2001, le groupe lance King of the Undead, qui lui vaudra en 2002 le prix du meilleur groupe metal au gala des MIMI (le groupe est le seul à avoir été nommé à trois occasions). Le producteur Pierre Rémillard (Cryptopsy, Krisiun) est également mis en nomination comme producteur de l’année pour son travail sur King of the Undead. 

### Sabacthany(2004–2005)
En avril 2004, le groupe annule son apparition à un concert de Trois-Rivières, au Québec, le batteur Brain s'étant blessé. En mai 2004, le groupe lance son quatrième album studio, Sabacthany, et lance du même coup un album live intitulé It’s a Live!. Le groupe s'envole pour l'Allemagne, en Autriche, et aux Pays-Bas, quelques mois plus tard.
En février 2005, le groupe publie un avant-goût de leur futur DVD à paraître durant l'année. En mai 2005, il lance un DVD de deux heures spécial 10e anniversaire (le premier d’un groupe metal québécois), intitulé Blood Curdling Years. Le DVD comprend entre autres, deux spectacles, un lors du Metalfest de Trois-Rivières quatre capté sous différents angles à l’aide de cinq caméras, ce qui donne un résultat des plus professionnels. Le son est enregistré et mixé par Yannick St-Amand. Le deuxième lors d'un spectacle d'Halloween où les fans étaient invités à se déguiser en morts-vivants afin de pouvoir gagner le grand prix de la soirée. Une section bonus inclut un montage d’environ une heure avec des extraits de plus de 60 spectacles à travers le Québec entre 1996 et 2004, trois sessions de studios, des apparitions télévisées, sur la route avec le groupe, de l’arrière-scène, et des vidéos, notamment.

### Cryogénie(2007–2009)
En mai 2006, le groupe enregistre l’album Cryogénie, encore une fois réalisé par Pierre Rémillard au Wild Studio.  Ce dernier opus, offre une approche plus directe que ses prédécesseurs, en laissant place à des rythmes beaucoup plus véloces ainsi qu’à une plus grande concentration d’intensité. Le méga-groove des Ghoulunatics atteint ainsi son paroxysme. Ce cinquième album studio représente une continuité musicale, certes, mais ce qui le différencie particulièrement sont les paroles, entièrement écrites en français. Cette approche unique saura solidifier davantage la distinction des Ghoulunatics, qui ne fait rien comme tout le monde.
Toujours en 2006, Ghoulunatics signe une entente avec le label français Enrage Productions pour Cryogénie, et s'envolera vers la France pour une tournée en compagnie du groupe punk français Tagada Jones. C'est en novembre 2007, à la fin de la tournée pour Cryogénie, que le chanteur Patrick Mireault annonce qu'il désire quitter le groupe. Ghoulunatics décide alors de garder son œuvre intacte et de ne pas continuer sans un de ses trois membres fondateurs restants au sein du groupe. Le groupe part en tournée en 2008, qui se termine en mai 2008 par un concert à guichet fermé aux Foufounes Électriques à Montréal.

### Diverses activités (depuis 2010)
En septembre 2010, le groupe annonce un retour pour un soir seulement. Ce spectacle bénéfice aura lieu le 10 décembre 2010. Le groupe se donne en spectacle à quelques rares occasions, dont en décembre 2012 au Club Soda, au FME à Rouyn-Noranda, au Metalfest de Drummondville, et sont les doyens de La Grande Guignolée Underground, événement bénéfice qui se tient aux Foufounes Électriques à chaque année.

## Membres

### Membres actuels
- Brian Craig - batterie (1998–2008, depuis 2012)[1]
- Pat Gordon - guitare (1994–2008, depuis 2012)[1]
- Patrick Mireault - voix (1994–2008, depuis 2012)[1]
- Gary Lyons - basse (1994–2008, depuis 2012)[1]
- Francis Dubois - guitare (2005–2008, depuis 2012)[1]

### Anciens membres
- Benoit Paquin - batterie (1994-1998)[1]
- Jarrod « Buck » Martin - guitare (partira et reviendra trois fois)[1]
- Marc Hill-Anderson - guitare (2003-2005)[1]

## Discographie
- 1995 : Mystralengine
- 1998 : Carving into You
- 2001 : King of the Undead
- 2004 : It's a Live!
- 2004 : Sabacthany
- 2006 : Cryogénie

### Compilation
- 2008 : The Beast of ...Compilation

## DVD
- 2005 : Blood Curdling Years DVD

## Vidéographie
- 2002 : Mélodrame
- 2004 : Grave Concern
- 2006 : Monstrueusement vôtre